# Evergreen (software)
Evergreen es un sistema integrado de gestión de bibliotecas, software libre, desarrollado por el Servicio de Bibliotecas Públicas de Georgia (Estados Unidos).  Es usado en el sistema integrado de bibliotecas de todo el estado de Georgia llamado PINES (Red de información pública para servicios electrónicos), que está en uso en unas 250 bibliotecas del estado.
En 2007 , el equipo de desarrollo original Evergreen fundaron una empresa en torno al software, Equinox Software, que proporciona el soporte personalizado, el desarrollo, la migración, la capacitación, y la consultoría de Evergreen.

## Características
Las prioridades de desarrollo del Evergreen son que sea estable, robusto, flexible, seguro y fácil de usar.
Las características de Evergreen incluyen:
- Circulación: para que el personal compruebe los elementos de entrada y salida a los clientes.
- Catalogación : para agregar elementos a la colección de la biblioteca y de información de entrada , la clasificación y la indexación de los artículos.
- Catálogo de acceso público en línea (OPAC ) : un catálogo público, o interfaz de descubrimiento, para que los clientes puedan encontrar y solicitar libros , ver información de cuenta, y salvar la información del libro en Evergreen "Bookbags". El OPAC recibió un cambio de imagen a principios de 2009 con una nueva apariencia opcional, Craftsman .
- Adquisiciones: para que el personal lleve un registro de los materiales comprados; facturas, órdenes de compra, listas de selección, etc.
- Generación de informes estadísticos: flexible, potente presentación de informes para la recuperación de la información estadística almacenada en la base de datos.
- Soporte para SIP 2.0: de la interacción con el software de administración de equipos, máquinas de auto-comprobación, y otras aplicaciones.
- Búsqueda / Recuperación a través de los servidores de URL y Z3950.
- Funcionalidades, Evergreen se organiza alrededor de los módulos clásicos de catalogación, circulación y catálogo público u OPAC. En cada uno de estos módulos ofrece las funcionalidades clásicas, pudiendo además personalizar aspectos de estadísticas, usuarios y grupos de usuarios asociados, establecer anotaciones individuales sobre los fondos, RSS, cliente Z39.50, integración con motores de búsqueda y navegadores diversos, utilización de expresionesOpenSearch, creación y compartición de listas de listas de items, portadas gráficas… en lo que concierne a los formatos de información bibliográfica, Evergreen utiliza MARC 21 para los registros bibliográficos, de autoridad y seriadas, pero también es capaz de lidiar con Dublin Core, MODS y OAI.

Evergreen también cuenta con Open Scalable Request Framework (OpenSRF, pronunciado 'open surf') , una arquitectura descentralizada de servicios con estado que permite a los desarrolladores crear aplicaciones para Evergreen con un mínimo de conocimiento de su estructura.
Soporta el catálogo colectivo que reúne los fondos de más de 275 bibliotecas públicas de ese estado, y además está presente en catálogos individuales y colectivos de la Columbia Británica, Míchigan, Indiana, Carolina del Sur, junto a instalaciones separadas en otras entidades y bibliotecas.
Se trata de un sistema potente, orientado a bibliotecas medianas y grandes, y cuya instalación y ajuste requiere mayor dedicación que otros sistemas.